# Agrotis obsoletafusca
Agrotis obsoletafusca är en fjärilsart som beskrevs av Tutt 1892. Agrotis obsoletafusca ingår i släktet Agrotis och familjen nattflyn. Inga underarter finns listade i Catalogue of Life.